# Dendroceros tubercularis
Dendroceros tubercularis là một loài rêu trong họ Dendrocerotaceae. Loài này được S. Hatt. mô tả khoa học đầu tiên năm 1944.